# Circolo Sportivo Tommaso Gargallo 1927-1928
Questa voce raccoglie le informazioni riguardanti il Circolo Sportivo Tommaso Gargallo nelle competizioni ufficiali della stagione 1927-1928.

## Rosa
| N. |                   | Ruolo | Calciatore     |
| -- | ----------------- | ----- | -------------- |
|    | Italia (bandiera) | D     | Dugo           |
|    | Italia (bandiera) | A     | Cavedoni       |
|    | Italia (bandiera) | P     | Peluso         |
|    | Italia (bandiera) | D     | Sciuto         |
|    | Italia (bandiera) | D     | Mirabella      |
|    | Italia (bandiera) | D     | Medoro Bagnoli |
|    | Italia (bandiera) | C     | De Rosa        |
|    | Italia (bandiera) | C     | Durelli        |
|    | Italia (bandiera) | A     | Alvarez        |

| N. |                   | Ruolo | Calciatore       |
| -- | ----------------- | ----- | ---------------- |
|    | Italia (bandiera) | P     | Gazzè            |
|    | Italia (bandiera) | C     | Genesio Pioletti |
|    | Italia (bandiera) | C     | Monaco II        |
|    | Italia (bandiera) | C     | Gattuso          |
|    | Italia (bandiera) | C     | Barcio I         |
|    | Italia (bandiera) | C     | Isaia            |
|    | Italia (bandiera) | A     | Salvatore Gemme  |
|    | Italia (bandiera) | C     | Strano           |
|    | Italia (bandiera) | D     | Zavaroni         |

## Risultati

### Seconda Divisione

#### Girone di andata
| 30 ottobre 1927 1ª giornata | Tommaso Gargallo | 3 – 3 | Messinese |  |

| 6 novembre 1927 2ª giornata | Indomita | 1 – 3 | Tommaso Gargallo |  |

| 13 novembre 1927 3ª giornata | Vigor | 2 – 1 | Tommaso Gargallo |  |

| 20 novembre 1927 4ª giornata | Umberto I | 5 – 0 | Tommaso Gargallo |  |

| 27 novembre 1927 5ª giornata | Peloro | 2 – 0 | Tommaso Gargallo |  |

#### Girone di ritorno
| 4 dicembre 1927 6ª giornata | Messinese | 4 – 2 | Tommaso Gargallo |  |

| 11 dicembre 1927 7ª giornata | Tommaso Gargallo | 2 – 0 | Indomita |  |

| 18 dicembre 1927 8ª giornata | Tommaso Gargallo | 4 – 2 | Vigor |  |

| 8 gennaio 1928 9ª giornata | Tommaso Gargallo | 0 – 2 | Umberto I |  |

| 27 novembre 1927 10ª giornata | Tommaso Gargallo | 2 – 3 | Peloro |  |